# Habrocestoides
Genre
Habrocestoides est un genre d'araignées aranéomorphes de la famille des Salticidae.

## Distribution
Les espèces de ce genre se rencontrent en Inde et au Népal.

## Liste des espèces
Selon World Spider Catalog (version 18.0, 05/04/2017) :
- Habrocestoides bengalensis Prószyński, 1992
- Habrocestoides darjeelingus Logunov, 1999
- Habrocestoides indicus Prószyński, 1992
- Habrocestoides micans Logunov, 1999
- Habrocestoides nitidus Logunov, 1999
- Habrocestoides phulchokiensis Logunov, 1999

## Publication originale
- Prószyński, 1992 : Salticidae (Araneae) of India in the collection of the Hungarian National Natural History Museum in Budapest. Annales zoologici, Warszawa, vol. 44, p. 165-277.